# اکنون یا هرگز (آلبوم چندآهنگه بناناراما)
اکنون یا هرگز (انگلیسی: Now or Never) دومین آلبوم چندآهنگه (EP) از بناناراما، گروه موسیقی دونفرهٔ انگلیسی است. این آلبوم به‌طور مستقل در ۲۱ سپتامبر ۲۰۱۲ و همزمان با سی‌امین سالگرد تشکیل گروه و راه‌اندازی تور آن‌ها با نام «پینک‌توبر» در هارد راک کافه ایالات متحده منتشر شد.
این آلبوم شامل دو ترانهٔ جدید «اکنون یا هرگز» و «لا لا عشق» است که با همکاری ایان مسترسن، تهیه‌کنندهٔ بریتانیایی نوشته شده‌اند. یک نسخهٔ توسعه‌یافتهٔ ترانهٔ هم‌نام با این آلبوم و یک نسخهٔ کاور از ترانهٔ «حرکات شبیه جگر» از مارون ۵ نیز در بسته‌بندی این آلبوم گنجانده شده بود.
نسخهٔ ریمیکس ترانهٔ «در حال عبور» این گروه محصول ۱۹۹۲ نیز به‌عنوان هدیه‌ای برای طرفدارانی که این آلبوم را خریداری کرده و مدارک خرید خود را قبل از ۲۰ اکتبر ۲۰۱۲ به وبگاه رسمی ارسال کردند، اعطا شد.

## فهرست قطعه‌ها
| شماره | نام                               | نویسنده(ها)                        | مدت  |
| ----- | --------------------------------- | ---------------------------------- | ---- |
| ۱.    | «اکنون یا هرگز»                   | سارا دالین کرن وودوارد ایان مسترسن | ۳:۵۳ |
| ۲.    | «لا لا عشق»                       | دالین وودوارد مسترسن               | ۳:۳۲ |
| ۳.    | «حرکات شبیه جگر»                  | آدام لوین بنی بلانکو عمار ملک شلبک | ۳:۲۶ |
| ۴.    | «اکنون یا هرگز» (نسخه توسعه‌یافته) | دالین وودوارد مسترسن               | ۶:۰۶ |

## جدول‌های موسیقی
| جدول (۲۰۱۲)                               | بهترین جایگاه |
| ----------------------------------------- | ------------- |
| فروش تک‌آهنگ‌های رقص ایالات متحده (بیلبورد) | ۴             |
| فروش تک‌آهنگ‌های داغ ایالات متحده (بیلبورد) | ۱۱            |

## تاریخچه انتشار
| منطقه   | تاریخ           | قالب           | برچسب       | کاتالوگ |
| ------- | --------------- | -------------- | ----------- | ------- |
| گوناگون | ۲۱ سپتامبر ۲۰۱۲ | دانلود دیجیتال | انتشار شخصی | NANEP33 |